# Cargo (película de 2006)
Cargo es una película de cine dirigida por Clive Gordon y escrita por Paul Laverty. Se trata de una producción coproducida entre Reino Unido, España y Suecia.

## Sinopsis
Chris es un joven que le gusta viajar por todo el mundo con tan sólo una mochila. En este caso viaja a África para vivir nuevas aventuras. Pero su viaje se trunca súbitamente cuando al robar un brazalete en un mercadillo acaba, tras una trifulca con la policía, sin pasaporte y sin medios para volver a casa. La única forma de volver a su país es haciendo de polizón en un carguero. Se refugia en uno que lleva una carga ilegal a Europa...

## Producción
Cargo es una producción de Morena films, Vaca films y  Oberon por parte española en coproducción con Slate Films (Reino Unido) y la sueca Hepp Films. En la película participan Canal Plus, TVG, TV3, Telemadrid, Canal 9, ETB, Televisión Pública de Canarias y Televisión de Castilla-La Mancha y cuenta con le apoyo de la Junta de Galicia, el Ministerio de Cultura y el Instituto de Industrias Culturales de Cataluña (ICIC)

## Reparto
- Nikki Amuka-Bird como Subira.
- Daniel Brühl como Chris.
- Samuli Edelmann como Rhombus.
- Christopher Fairbank como Ralph.
- Peter Mullan como Brookes.
- Luis Tosar como Bautista.
- Gary Lewis como Herman.
- Samuli Edelmann como Rhombus.
- Pere Eugeni Font como Frank.
- Joan Serrats como Ramazan.
- Carlos Blanco como Sasha.
- Gonzalo Cunill como Frank.

## Trivia
El rodaje se realiza en un barco abandonado en el puerto de Barcelona. 